# Port Henry
Port Henry è una località (hamlet) degli Stati Uniti d'America, situata nello stato di New York, nella contea di Essex.